# Unión Musical Torrevejense
La Unión Musical Torrevejense, también conocida como UMT, es una de las principales sociedades culturales de Torrevieja, Alicante. Fue fundada en 1896 por Antonio Gil Lucco y refundada en 1927 con el nombre actual.

## Historia
En 1842, doce años después de constituirse el primer ayuntamiento de Torrevieja, se encuentra la primera mención a una agrupación musical en la localidad. En 1849 aparece mencionada, de forma expresa, una banda de música, que solemnizaba actos muy señalados -fiestas religiosas y conmemoraciones-, y que estaba formada por amigos aficionados a la música.

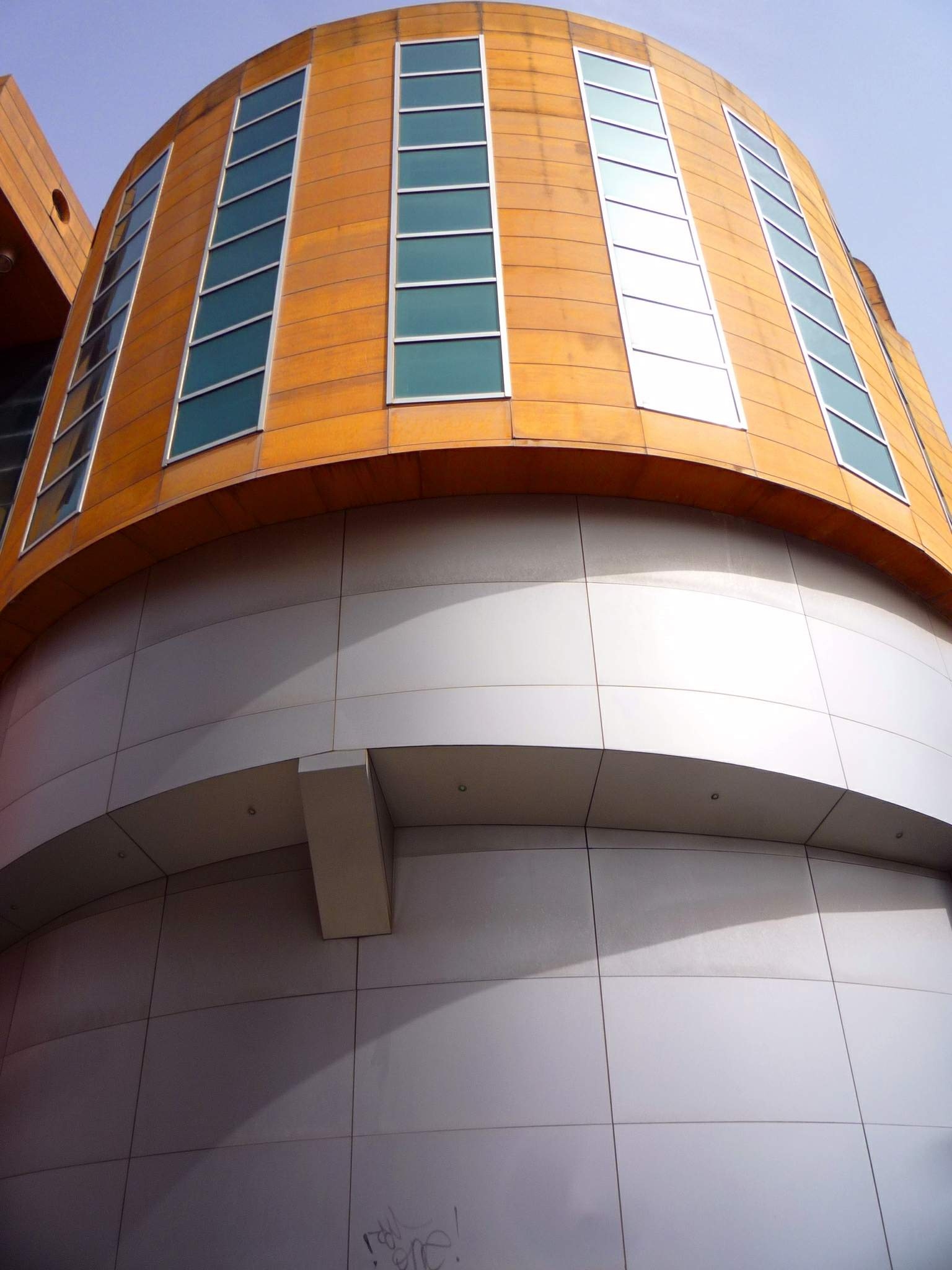
Sede de la UMT

Por falta de presupuesto, en 1873 el Ayuntamiento suprimió la banda municipal entre los meses de febrero y junio, pero estaba en funcionamiento y a las órdenes del director Joaquín Casamitjana, cuando Antonete Gálvez líder del levantamiento cantonal de Cartagena, visitó Torrevieja el 22 de julio y fue recibido por Concha Boracino, la Junta Revolucionaria en pleno y la banda de música, que también abrió el cortejo que lo llevó a la plaza del Ayuntamiento. Cabe destacar también que la mencionada Concha Boracino aparece, en 1875, como una de las personas que adelantó dinero para la adquisición de instrumentos.
Los primeros Directores de los que se tiene noticia no eran naturales de Torrevieja. El primer director local fue Antonio Gil Lucco, bajo el que la banda recibió un primer impulso que la llevó a quedar tercera, en 1888, en un certamen celebrado en Alicante.
No fue hasta 1896 que cuajó la creación de la banda de música de Torrevieja, de la mano de Antonio Gil Lucco. Su propia casa acogía los ensayos y allí nacieron sus hijos: Francisco, actor; Antonio, director de la banda en 1912; Josefa, pianista; Esperanza, violinista, y sobre todos, María, pianista de fama internacional.
Desde el primer momento se convirtió su casa -futura sede de la entidad- en referencia musical y artística: eran habituales el pianista Joaquín Fuster Guirao, el violinista  Brindis de Salas o el poeta murciano  Jara Carrillo.

En cuanto al lugar destinado a ensayos, era una verdadera pena. El cañizo del cielo raso lucía entre las colañas del techo, sin más protección, y el suelo estaba sin enlosar
Mari Paz Andreu Latorre

 La incorporación de mujeres a la Banda se produjo bajo la dirección del maestro Alberto Escámez López.
En la década de 1960, bajo el impulso de José Albentosa Gil, nieto del fundador, se renovó el inmueble hasta que, a comienzos de los años 90 se acometió, tras su entrega al Ayuntamiento de Torrevieja, la construcción del actual Palacio de la Música, su sede actual.
En 1970 José Albentosa Gil, entonces presidente de la entidad, viajó a Liria a proponerle al director de la Unión Musical de la ciudad, Francisco Casanovas Tallardá, que dirigiese la banda de la UMT. Tras una visita a Torrevieja y a las instalaciones de la entidad, este aceptó, lo que impulsó un salto de calidad musical.

## Escuela de Educandos

### Banda juvenil

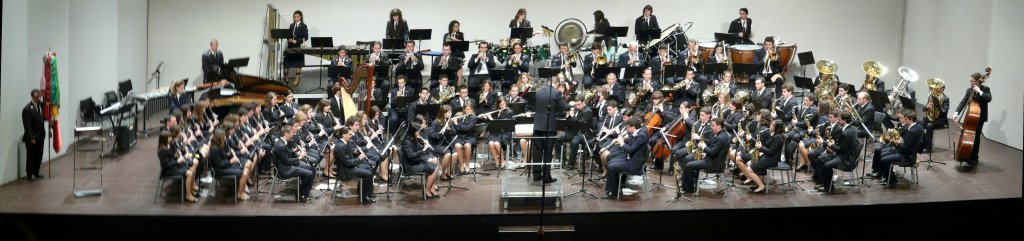
Banda completa en 2009

La Escuela es, desde sus comienzos, parte de la Unión Musical de Torrevieja, ya que es ahí donde sus educandos se forman musicalmente y, una vez iniciados en su instrumento, se incorporan a la Banda juvenil para trabajar en grupo, seguir las indicaciones del director y aprender los diferentes aspectos técnico-musicales que complementan su formación musical. Está compuesta por unos 35 miembros, aunque suele variar el número según la disponibilidad.
Entre sus actividades cabe destacar el Concierto de entrega de trajes, en las fiestas de Santa Cecilia, los Conciertos escolares organizados por el Centro de Formación, Innovación y Recursos Educativos (CEFIRE) de Orihuela, el Concierto final de curso escolar, conciertos en los diferentes colegios de Torrevieja, Concierto en familia, intercambio de bandas juveniles de la Comunidad Valenciana, intercambio con banda inglesa, Conciertos del día del Padre, Concierto de la leche -una nota un litro de leche- a beneficio de Cáritas parroquial de Torrevieja o la colaboración con diferentes entidades de la ciudad.

### Concurso de Jóvenes Intérpretes
El alumnado de la academia de música participa anualmente en el concurso organizado por la Federación de Sociedades Musicales de la Comunidad Valenciana. El concurso se desarrolla en dos fases: una fase local, en Torrevieja, y una fase final, donde los ganadores de la fase local representan a la Unión Musical ante las diferentes academias de las bandas de la Vega Baja del Segura.

## Directores de la antigua banda de música de Torrevieja (1860 - 1927)
- Antonio López Giménez. 1860.
- Manuel Amillano. 1863 - 1869.
- Joaquín Casamitjana. 1869 - 1875.
- Federico Rogel Soriano. 1875 - 1876.
- Pedro Ballester Prieto.
- Antonio Gil Vallejos. 1912.
- José Viudes Sevilla. 1914 - 1923.
- Ildefonso Torregrosa. 1923.
- José Antonio Galiana Barceló. 1923 - 1927.

## Directores de la Unión Musical Torrevejense (1927 - actualidad)
- Jesús Vergel Leal. 1927 - 1947.
- Pedro Banegas Ayala. 1948 - 1954.
- Antonio Ferrández.
- Alberto Escámez López. 1954 - 1964.
- José Albaladejo Rizo. 1964 - 1967.
- Antonio Vicente García. 1967 - 1969.
- Felipe Rodríguez González. 1969.
- Francisco Casanovas Tallardá. 1970 - 1981.
- Salvador Martínez Navalón. 1981.
- Francisco Carchano Moltó. 1981 - 1989.
- Matías Trinidad Ramón. 1989 - 1992.
- Bernardo Pérez Pellicer. 1992 - 1998.
- Jaime Belda Cantavella. 1998 - 2017.
- Carlos Alberto Ramón Pérez. 2017 -

### Directores de la Banda Juvenil de la Unión Musical Torrevejense (2002 - actualidad)
- Francisco Joaquín Garres Pérez. 2002 - 2018
- Adrián Vallejos López. 2018 -

## Presidentes de la Unión Musical Torrevejense. (1927 - actualidad)
- José Aguirre Calero. 1927 - 1954.
- Manuel Bonafox Amezúa. 1954 - 1962.
- José Albentosa Gil. 1962 - 1979.
- José Lorenzo Aniorte. 1979 - 1986.
- Ramón Ortega Chazarra. 1986.
- José Lorenzo Aniorte. 1987 - 1991.
- Salvador Sánchez Hernández. 1991 - 1998.
- Fermín Zurdo Conde. 1998 - 1999.
- José Miguel Toro Carrasco. 1999 - 2018.
- Lucrecia Paredes Moya. 2018 -

## Palmarés
La banda de la UMT ha obtenido numerosos galardones en conciertos, encuentros, intercambios, festivales y concursos en distintos ámbitos. La integran una media de ochenta músicos, aunque suele haber variaciones en el número.
Entre estos premios, a nivel nacional cabe mencionar:
- 1987. Segundo premio en el Certamen Nacional Ciudad de Murcia, en el teatro Teatro Romea, dirigida por Bernardo Pérez Pellicer.
- 2003. Primer premio y Mención de Honor en el XIII Certamen Nacional de Bandas de Música Villa de Leganés.
- 2007. Primer premio en el XVII Certamen Nacional de Bandas de Música Ciudad de Murcia.
- 2008. Primer premio y Premio Especial del Jurado en el LX Certamen Nacional de Bandas de Música Ciudad de Cullera.

Y, a nivel internacional:
- 2003. Primer premio en el CXVII Certamen Internacional de Bandas de Música Ciudad de Valencia.
- 2009. Medalla de plata y Subcampeona del Mundo en el World Music Contest de Kerkrade (Holanda) en la Primera Sección de Banda de Concierto.
- 2011. Segundo premio (Segunda Sección) en el CXXV Certamen Internacional de Bandas de Música Ciudad de Valencia.[9]
- 2015. Primer premio y Mención de Honor en el IX Certamen Internacional de Bandas de Música Villa de la Sénia (Tarragona).[10]
- 2024. Primer premio (Primera Sección) en el LII Certamen Provincial de Bandas de Alicante.[11][12]

## Grabaciones
- La Unión Musical Torrevejense ha grabado varios discos compactos, destacando el editado por RTVE Música, en el Palau de la Música de Valencia, MÚSICA DE UN PUEBLO CON LA UNIÓN MUSICAL TORREVEJENSE.[13]
- También aparece en dos actuaciones, y dirigida por su director Jaime Belda Cantavella, de la colección MÚSICA DE BANDA. FANTASÍA ESPAÑOLA, volumen 3,[14] de Movie Music (2012).
- Diversas apariciones (años 2010, 2011,...) en el programa Nuestras Bandas de Música de la cadena televisiva Popular TV, dirigido por Octavio Hernández Bolín, ejecutando distintas obras  y dirigida por Jaime Belda Cantavella (2010).[15]

## Tradiciones
El fin de semana antes de Santa Cecilia, era tradición el almuerzo de callos y michirones, en diferentes lugares relevantes de la ciudad de Torrevieja.
Cada 22 de noviembre, festividad de Santa Cecilia, patrona de los músicos, se realiza una misa de difuntos en memoria de los músicos fallecidos. Igualmente, el sábado siguiente a la festividad de santa Cecilia, si ésta no cae en sábado, se realiza una visita al cementerio de Torrevieja para hacer un acto de homenaje a los músicos fallecidos, donde se lleva un ramo de flores a la tumba de Antonio Gil Lucco, fundador de la banda.

## Otros
Desde el año 2003, la UMT convoca el Concurso de composición para Banda Sinfónica Ciudad de Torrevieja.
Desde el año 2007, la UMT convoca el Certamen Internacional Bandas de Música de Torrevieja.
La entidad impone su Escudo de oro o Insignia de plata a aquellos músicos o ciudadanos distinguidos que hayan dejado una impronta importante en la misma. De igual manera, la entidad nombra también Presidentes de Honor a quienes, a través de sus actos, impulsan y favorecen a la entidad.

## Reconocimientos

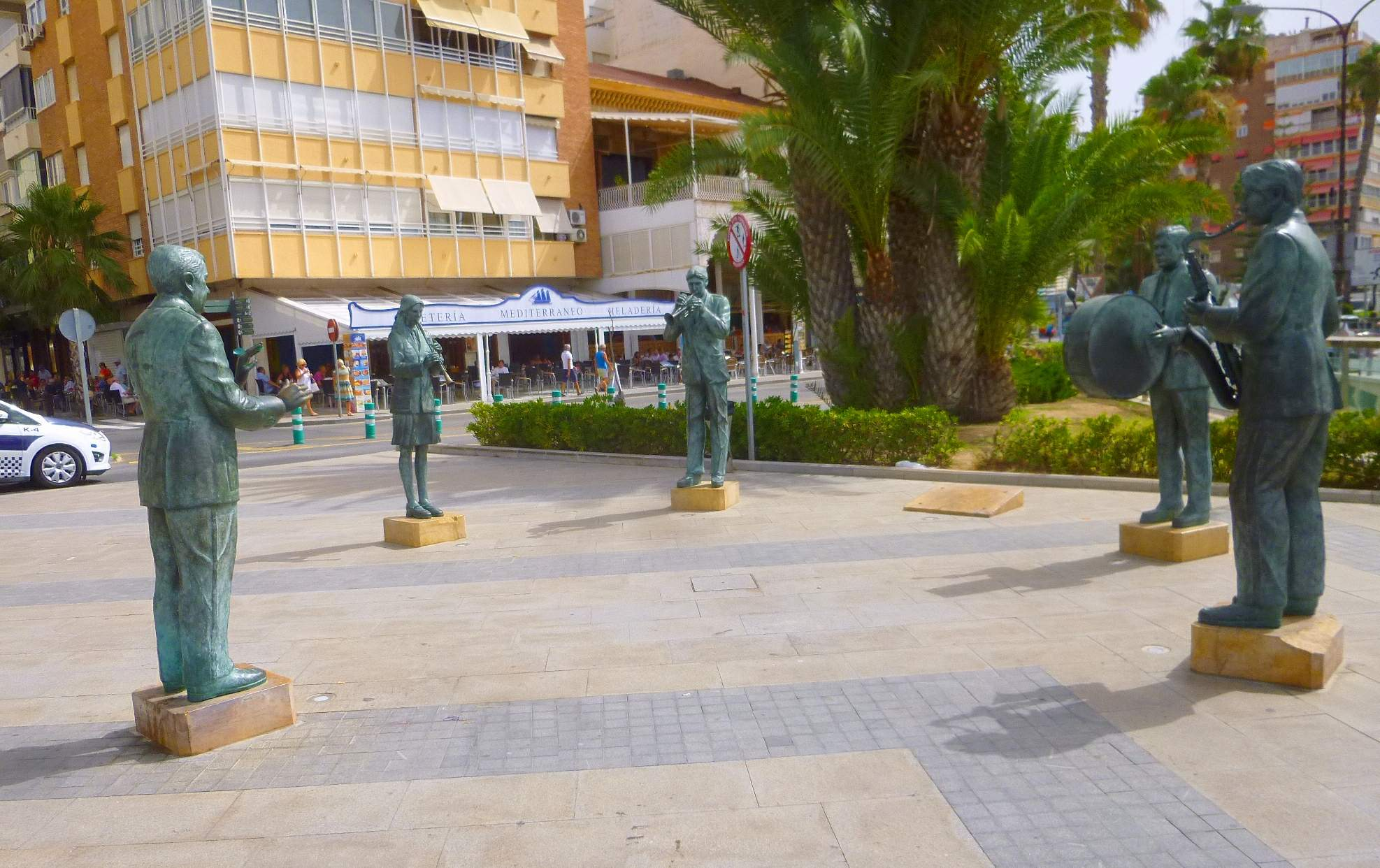
Monumento a los músicos de la banda

El Ayuntamiento de Torrevieja, a mediados de la primera década de los años 2000, impuso el nombre de calle Unión Musical Torrevejense al tramo de la calle Antonio Machado de Torrevieja, entre la calle Clemente Gosálvez y la de María Parodi, donde está ubicada la sede de la UMT.
En 1994, la UMT fue galardonada con el Premio Diego Ramírez Pastor, máximo galardón local.
El 24 de noviembre de 2002 se inauguró el monumento a los músicos para conmemorar el 75 aniversario de la Unión Musical Torrevejense.
En el año 2009 ganó la Medalla De Plata en el World Music Contest de Kerkrade, Países Bajos.